# Ber Wijnands
Hubertus Jacobus Gerardus (Ber) Wijnands (Maastricht, 19 april 1922 - aldaar, 7 augustus 2002) was een Nederlands politicus van de KVP en later het CDA.
In 1939 ging hij werken bij de gemeente Heer en in 1961 werd hij daar de gemeentesecretaris. Die functie kwam te vervallen toen Heer in de zomer van 1970 opging in de gemeente Maastricht. Een jaar later werd hij burgemeester van Eijsden wat hij zou blijven tot de Limburgse gemeentelijke herindeling van 1982. Wijnands overleed in 2002 op 80-jarige leeftijd. In Eijsden en Maastricht zijn naar hem een straat vernoemd, respectievelijk de Burgemeester Wijnandsstraat en de 'Secretaris Wijnandsstraat'.